# 白沃爾特河
白沃爾特河（法語：Volta Blanche），另稱納卡姆貝河（Nakanbé），是地处西部非洲的河流，為沃尔特河的主要河川與源頭，發源自布基納法索西部，最終在加納與黑沃爾特河匯流後注入沃爾特水庫，主要支流有黑沃爾特河和紅沃爾特河。
白沃爾特河為其沿岸地區之主要供水來源，然而該地區容易有季節性洪水發生。